# Фюрсак
Фюрсак (фр. Fursac) — муніципалітет у Франції, у регіоні Нова Аквітанія, департамент Крез. Фюрсак утворено 1 січня 2017 року шляхом злиття муніципалітетів Сент-Етьєнн-де-Фюрсак i Сен-П'єрр-де-Фюрсак. Адміністративним центром муніципалітету є Сент-Етьєнн-де-Фюрсак. Населення — 1437 осіб (01.01.2021).